# Marcus Haeselich
Marcus Haeselich, auch Johann Marcus Haeselich sowie Markus Haeselich (* 7. Juni 1807 in Hamburg; † 28. August 1856 ebenda) war ein deutscher Amts- und Landschaftsmaler der Hamburger Schule sowie Lithograph der 1842 von dem Großen Brand betroffen war.

## Leben
Der Schüler von S. Bendixen
kehrte nach seinen Jahren unter anderem auf der Akademie in München von 1829 bis 1832 und der Verbindung zur Hamburger Künstlerkolonie in München nach Hamburg zurück, wo er dem Hamburger Künstlerverein von 1832 beitrat und von dort aus tätig wurde. Sein Vetter war Johann Georg Haeselich.

## Werke
- 1837: Garten an der Binnenalster, Ölgemälde, 78 cm × 105 cm[4] (The Garden of Johannes Amsinck († 1879) on the Binnenalster)[5] im Besitz der Hamburger Kunsthalle
- 1854: Küstenlandschaft an der Ostsee, Ölgemälde, 70 cm × 49 cm[6]
- 1854: Romantische Landschaft[7] bzw. In den Elb-Marschen (Landschaft mit Haus und Steg)[8], Ölgemälde, rechts unten signiert (31 × 39,5 cm)
- 1854: An der Ostseeküste (Ölgemälde 31 cm × 40 cm, rechts unten signiert M. Haeselich 54 und datiert)
- Im Moor, Hamburger Kunsthalle
- Am Alsterlauf

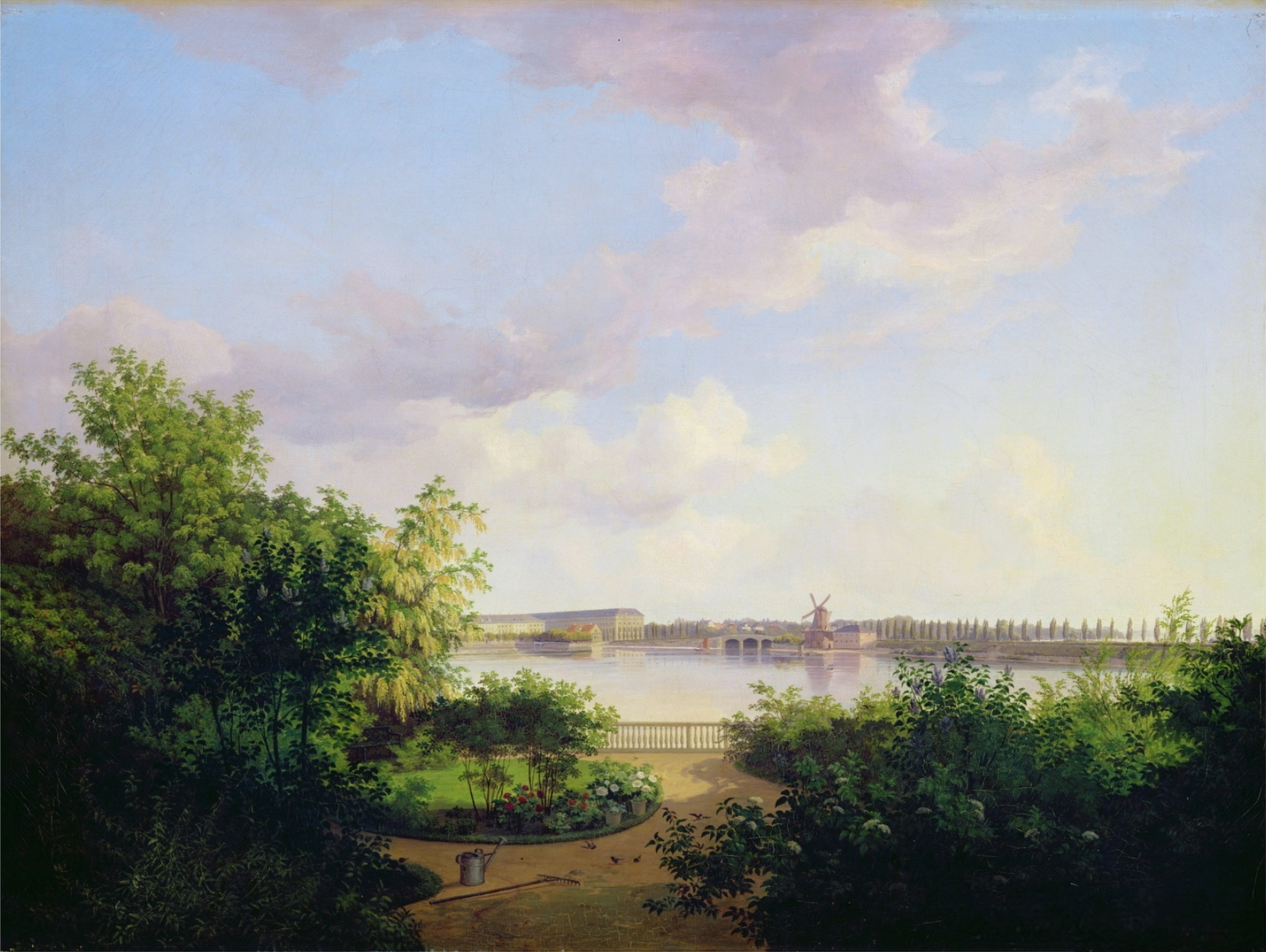
Garten des Johannes Amsinck
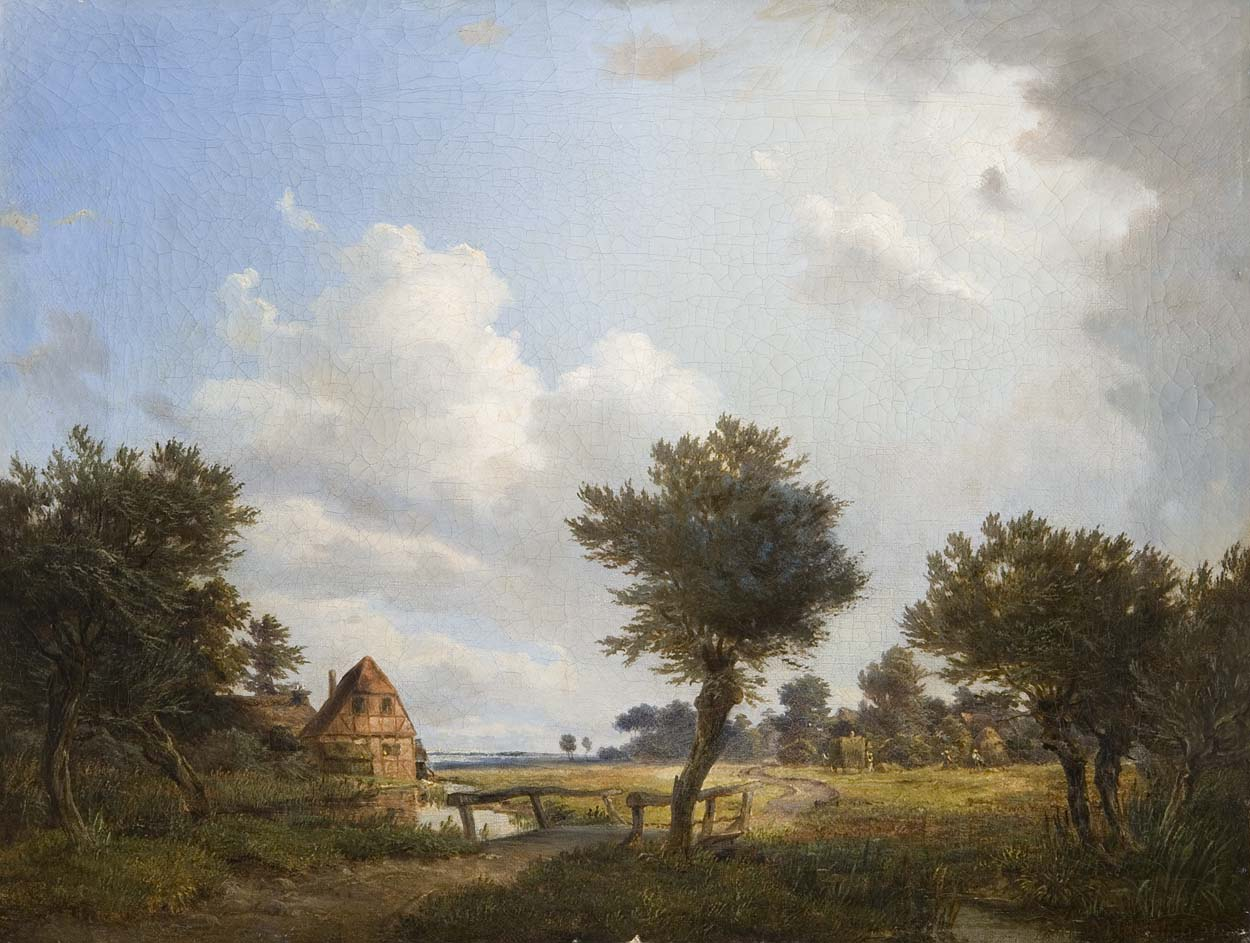
Romantische Landschaft
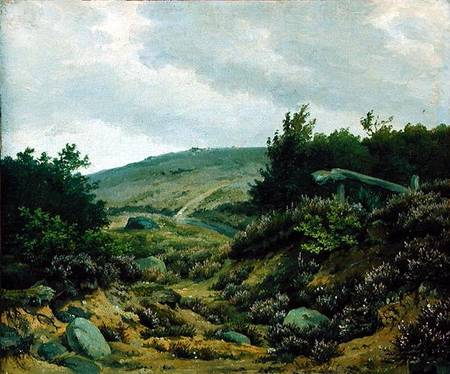
Im Moor

### Auktionen
- 1896: Versteigerungen vom 18. und 19. Dezember 1896 bei J. M. Heberle (H. Lempertz & Söhne), abgerufen am 28. Dezember 2013
- 1926: Hügellandschaft. Blei auf Pauspapier (24 cm × 36 cm mit Farbenangaben), Aufruf durch Rudolph Lepke's Kunst-Auctions-Haus in Berlin am 16. November 1926
- 1926: Boot. Blei und Tusche (10 cm × 26 cm), Aufruf durch Rudolph Lepke's Kunst-Auctions-Haus in Berlin am 16. November 1926[9]

## Sammlungen
- Hamburger Kunsthalle
- Museum Georg Schäfer[10]

## Ausstellungen
- 1850: Kunstverein Bremen in der Kunsthalle Bremen[11]
- 1999: Hamburger Kunsthalle

## Kataloge
- Armin Zweite (als Herausgeber mit einem Vorwort): Münchner Landschaftsmalerei 1800 - 1850., Katalog zur Ausstellung Städtische Galerie im Lenbachhaus München vom  8. März bis 20. Mai 1979
- Im Lichte Caspar David Friedrichs. Frühe Freilichtmalerei in Dänemark und Norddeutschland. Hamburger Kunsthalle, Hamburg 1999